# Remieńkiń
Remieńkiń – wieś w Polsce położona w województwie podlaskim, w powiecie sejneńskim, w gminie Krasnopol. Leży nad jeziorem Żubrowo.
| SIMC    | Nazwa      | Rodzaj    |
| ------- | ---------- | --------- |
| 1013306 | Lisie Nory | część wsi |

Wieś królewska ekonomii grodzieńskiej położona była w końcu XVIII wieku  w powiecie grodzieńskim województwa trockiego. W latach 1975–1998 miejscowość administracyjnie należała do województwa suwalskiego.
Wierni kościoła rzymskokatolickiego należą do parafii Niepokalanego Poczęcia Najświętszej Maryi Panny w Wigrach.

## Zabytki
Do rejestru zabytków Narodowego Instytutu Dziedzictwa wpisane są następujące obiekty:
- dom nr 22, drewniany, 1922 (nr rej.: 170 z 2.06.1981)
- dom nr 29, drewniany, 1929 (nr rej.: 171 z 2.06.1981)
- dom nr 31, drewniany, 1921 (nr rej.: 172 z 2.06.1981)